# Пиктский язык
Пиктский язык — мёртвый язык (или группа языков), предположительно использовавшийся пиктами — народом, обитавшим в Раннем Средневековье на севере Шотландии. 
Принадлежность этого языка к какому-либо объединению языков в настоящее время точно не установлена.
В ирландских и римских источниках сохранились некоторые пиктские имена собственные. Пиктское происхождение приписывается ряду топонимов Шотландии (например, топонимы на Aber-, такие как Абердин, и ряд других). В VII веке пикты заимствовали у ирландцев огамическое письмо. Приблизительно 40 надписей этим письмом (см. ниже), предположительно относимые к пиктам, прочитаны, но их достоверное значение не выяснено.

## Распространение
О языке (возможно, языках) пиктов сохранились крайне скудные сведения. Пиктский язык, распространённый на территории расселения этого народа (Северная Шотландия, Гебриды, Оркнейские острова и, возможно, также Шетландские), вымер в X веке, вытесненный кельтским шотландским языком, а на островах — скандинавскими диалектами, такими как норн.

## Лингвистическая принадлежность
Принадлежность пиктского языка к какому-либо объединению языков спорна. По одной точке зрения, пикты говорили на одном из кельтских языков — ярой её сторонницей является, например, Кэтрин Форсайт; по другой версии — основываясь на данных ономастики — язык пиктов был неиндоевропейского происхождения. Существует также гипотеза, согласно которой пикты говорили на двух языках: один был кельтским и принадлежал к бриттской подгруппе, а другой вовсе не относился к индоевропейским; возможно, этот второй, гипотетический, язык был ритуальным. Юлий Цезарь считал пиктов потомками иберов (древнейшего населения Пиренейского полуострова, знакомого ему по прежним походам). Между прочим, самоназвание пиктов prit-tan, prit-ten (откуда произошло слово «Британия») возможно, включает часть -tan, как и такие названия народов, как «турдетаны», «лузитаны». Тем не менее существует точка зрения, что Цезарь имел в виду не иберов, а народы наподобие предков гасконцев (см. Гасконский язык) или современных басков.
Пиктские слова maqq / meqq «сын», crroscc «крест», обнаруживаемые в пиктских надписях, — явно гойдельского происхождения и скорее всего являются заимствованиями из языка скоттов (об этом можно говорить в том случае, если удастся неопровержимо доказать неиндоевропейскую природу языка хотя бы части этих надписей).
Среди российских лингвистов изучением возможного пиктского субстрата занимается кельтолог Т. А. Михайлова.

## Личные имена
Ряд личных имён пиктов — явно неиндоевропейского происхождения, например: Usconbuts, Canutulachama, Spusscio, Buthut. Так как первые несколько пиктских правителей в одном из списков именуются сначала Brude, за которым следует ещё одно имя, было высказано предположение о том, что Brude означает по-пиктски «правитель».

## Фонетика
В «пиктских» надписях наблюдается обилие двойных согласных во всех положениях в слове, что, возможно, указывает на противопоставление глухих и звонких согласных или же смычных согласных щелевым, что было чуждо древнеирландскому языку и потому не передавалось обычными средствами огамического алфавита. 
Подобная особенность также предполагается для гипотетического «языка геминат», благодаря субстратному влиянию которого, по мнению Петера Схрейвера, во многих западных финно-угорских языках появилось чередование ступеней согласных. Вопросом возможной связи между пиктским языком и субстратом неизвестного происхождения в саамских языках также занимался В. В. Напольских.

## Пиктскиеогамическиенадписи
Количество надписей, которые считаются пиктскими, крайне невелико — около четырёх десятков, как уже говорилось выше. Весьма примечательны резные орнаменты и барельефы пиктов, которые часто и сопровождаются этими короткими надписями. Существует небольшое, но подробное исследование по пиктской символике.
Лишь некоторые надписи, которые принято считать пиктскими, выполнены латинскими буквами (3-4), все же остальные — с использованием огамического алфавита. Тем не менее часть надписей оказалась выполненными на «испорченной» латыни, древнеирландском или древненорвежском. Например, на оборотную сторону одного из подсвечников была нанесена надпись огамическими буквами, которая долго считалась неиндоевропейской, поэтому узнать её значение было невозможно. На самом же деле надпись была сделана в VIII веке на Оркнейских островах; теперь она дешифрована и читается на языке, отождествляемом с древнеирландским. Надпись из общего шаблона благословения, чтение: Benddact Anim L. — «благословение на душу Л.» (См. также Buckquoy_spindle-whorl).

### Надписи на латинском алфавите
Есть всего несколько предположительно пиктских надписей латиницей.
Silver Hoard с острова Святого Ниниана
Resad jili Spusscio
или:
resad fili spusscio
The Saint Vigeans Stone, близ г. Арброт, Форфаршир.
drosten ipe uoret ett forcus
The Fordoun Stone, Кинкардиншир
pidarnoin

### Надписи наогаме
Существует несколько десятков надписей на неясном языке, которые обычно считаются пиктскими.
| Место находки                            | Текст в латинской транслитерации                                    | Отдельные понятные слова |
| ---------------------------------------- | ------------------------------------------------------------------- | --- |
| Abernethy (см. Абернети)                 | qmi                                                                 | |
| Aboyne                                   | nehhtvrobbaccennevv maqqotalluorrh                                  | Нехтан … сын Талорка |
| Altyre                                   | ammaqqtallv lv bahhrrassudds                                        | ..сын Талорка … |
| Auquhollie                               | vuunon itedovob b                                                   | |
| Birsay 1                                 | (m)onnorranrr                                                       | |
| Birsay 2                                 | bqi a b                                                             | |
| Brandsbutt                               | irataddoarens                                                       | |
| Bressay                                  | crroscc: nahhtvvddadds: dattr: ann bennises: meqqddrroann           | крест ………… дочь (скандинавизм?) …… сын Тристана (Дростана) |
| Brodie A                                 | von…ecco..                                                          | |
| Brodie B                                 | rginngchqodtosombs                                                  | |
| Brodie C                                 | eddarrnonn… tti… gng..                                              | Pidarnoin … (то же слово, что в одном из текстов в латинской буквенной записи, «p» в огаме отсутствовало изначально!)                                                                      |
| Buckquoy                                 | 1) старое чтение: (e)tmiqavsallc 2) новое чтение: ENDDACTANIM(f/lb) | согласно Форсайт, это читается Benddact Anim L. — благословение на душу того-то на гаэльском                                                                                               |
| Burrian                                  | idbmirrhannurractkevvcerroccs                                       | ……………………(c(e)rroccs — крест с эпентетическим «э»?) |
| Cunningsburgh 1                          | iru                                                                 | |
| Cunningsburgh 2                          | ..ehteconmors …dov …ddrs                                            | |
| Cunningsburgh 3                          | etteca… ..v: dattua …rtt..                                          | |
| Dunadd                                   | hcsd.t..v.nh.t l….vqrrhmdnhq                                        | |
| Golspie                                  | allhhallorreddmaqqnuuvvhrre.rr                                      | … сын такого-то … |
| Gurness Broch:                           | ineittemen mats                                                     | |
| Inchyra A                                | ttlietrenoiddors ..uhtuoaged…                                       | |
| Inchyra B                                | inehhetestieq…inne                                                  | |
| Keiss Bay                                | nehtetri                                                            | |
| Latheron                                 | duv nodnnatmaqqnahhto…                                              | … сын Нехтана |
| Logie Elphonstone                        | caltchu                                                             | |

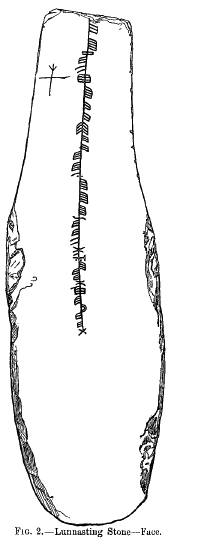
Огамическая надпись на Lunnasting’ском камне

| Lunnasting stone at Lunnasting, Shetland | ettecuhetts: ahehhttannn: hccvvevv: nehhtons                        | … Нехтан Vincent (1896) предполагал, что «камень возведен ирландскими монахами не ранее чем 580 н. э.» и приводит более раннюю транскрипцию: eattuicheatts maheadttannn hccffstff ncdtons. |
| Newton                                   | iddarqnnnvorrenn iku(a) iosie                                       | |
| North Uist                               | m..quntenac..t                                                      | |
| St Ninians                               | (…)besmeqqnanammovvez                                               | … сын … |
| Scoonie                                  | eddarrnonn                                                          | Pidarnoin |
| Weeting 1                                | ulucuvute                                                           | |
| Weeting 2                                | gedevem…dos                                                         | |
| Whiteness                                | …vndar                                                              | |